# B-THE ONE/PRIDE OF LIONS
『B-THE ONE/PRIDE OF LIONS』（ビー・ザ・ワン/プライド・オブ・ライオンズ）は、2019年7月27日にソニー・ミュージックアソシエイテッドレコーズからリリースしたSPYAIRの単独野外ライブ「JUST LIKE THIS 2019」での会場限定販売シングルである。

## 概要
前作『We'll Never Die』に続く3作目となる会場限定シングル。
配信限定でリリースされていた「B.LEAGUE 2018-19 SEASON」公式テーマソング「B-THE ONE」、日本体育大学応援ソング「PRIDE OF LIONS」を収録。この2曲は初のCDパッケージでのリリースとなる。
カップリングには、DJ和による『JUST LIKE THIS 2018』ライブMIXが収録される。

## 収録曲
1. B-THE ONE
  - 2nd配信限定シングル表題曲
  - 「B.LEAGUE 2018-19 SEASON」公式テーマソング
2. PRIDE OF LIONS
  - 3rd配信限定シングル表題曲
  - 日本体育大学応援ソング
3. JUST LIKE THIS 2018↑↑Non Stop Mix by DJ和
4. B-THE ONE (inst.)
5. PRIDE OF LIONS (inst.)